# Pia Elisabeth Ruckenbrod
Pia Elisabeth Ruckenbrod, geb. Zell, (* 14. Dezember 1914; † 18. Februar 2013) war eine deutsche Handballspielerin.
Sie spielte beim VfR Mannheim. 1939 gewann die Mannschaft um Hilde Kehl die deutsche Meisterschaft. Im Finale im Duisburger Wedaustadion gewannen die Mannheimerinnen vor 35.000 Zuschauern das Endspiel mit 7:5. 1941 wurde Ruckenbrod mit dem VfR Mannheim zum zweiten Mal deutscher Meister. Pia Ruckenbrod starb 2013 im Alter von 98 Jahren.

## Quelle
- http://www2.morgenweb.de/service/epaper/daten/mm-mitte/2013/02/27/20130227_mm-mitte_012.pdf
- http://www.morgenweb.de/mannheim/lokalsport/trauer-um-ruckenbrod-1.930265
- https://www2-mannheimer-morgen.morgenweb.de/anzeigen/trauerportal/anzeige/3779201-010

| Personendaten    | Personendaten                     |
| ---------------- | --------------------------------- |
| NAME             | Ruckenbrod, Pia Elisabeth         |
| ALTERNATIVNAMEN  | Zell, Pia Elisabeth (Geburtsname) |
| KURZBESCHREIBUNG | deutsche Handballspielerin        |
| GEBURTSDATUM     | 14. Dezember 1914                 |
| STERBEDATUM      | 18. Februar 2013                  |